# 11554 Asios
11554 Asios eller 1993 BZ12 är en trojansk asteroid i Jupiters lagrangepunkt L5. Den upptäcktes 22 januari 1993 av den belgiske astronomen Eric W. Elst vid La Silla-observatoriet. Den är uppkallad efter Asios i den grekiska mytologin.
Asteroiden har en diameter på ungefär 42 kilometer.